# Eden's Island
Eden's Island è il primo album in studio del cantante e poeta statunitense Eden Ahbez, pubblicato nel 1960.

## Tracce
1. Eden's Island - 2:11
2. The Wanderer - 3:42
3. Myna Bird - 2:21
4. Eden's Cove - 2:43
5. Tradewind - 3:00
6. Full Moon - 2:56
7. Mongoose - 1:50
8. Market Place - 2:30
9. Banana Boy - 2:49
10. The Old Boat - 2:36
11. Island Girl - 2:15
12. La Mar